# 早坂めぐ
早坂 めぐ（はやさか めぐ、1988年7月21日 - ）は、日本の元AV女優。

## 略歴
- 2007年にAVデビュー。
- 2008年に引退。
- 2009年以降はAV制作に携わりADを務める。

## 作品

### アダルトビデオ (撮りおろし作品のみ)
2007年
- 揉んで挟んでイキまくり!感じる☆爆乳ダービー! (2月8日、ディープス)共演:麻生岬
- DANCE ero DANCE vol.5 (2月17日、ラハイナ東海)…他出演:水澤アイサ
- ザ・カメラテスト マネージャーには内緒だよ ナイショってなんか萌えますね (3月11日 アテナ映像)…オムニバス作品 他出演:高橋恵、宝城さりな、小沢なずな、甘井みかん
- 乳犯 (3月19日、ドグマ)…他出演:福沢あや
- キレイなお姉さん方がSEXさながらに男たちと密着エロエロDANCE VOL.2 (4月1日、プレステージ)共演:山吹センリ、早乙女みなき
- 艶色マダム痴女絵巻 (4月10日、映天)
- エロエロパーティ (4月25日、しのだプロジェクト)共演:島田香奈、真中かおり、美咲沙耶、永崎みや、星優乃、相澤ゆめ
- 女子校生競泳水着グチョヌレダンス (4月28日、ラハイナ東海)共演:大沢佑香、並樹ゆりあ
- 放課後女子校生 めっちゃラブラブ★ダンス! VOL.3 (5月2日、プレステージ)共演:大沢佑香、並樹ゆりあ
- 巨乳温泉コンパニオン (5月4日、V&Rプロダクツ)共演:浜崎りお、長谷川なあみ、松沢優、憂木ルル
- ドリームオッパイEX (5月25日、しのだプロジェクト)共演:飯島夏希、有永すずか
- 女体解剖 ビラビラ引っぱって長さ測るよ そんな事やめてぇ〜！ (5月30日 アテナ映像)…オムニバス作品 他出演:成瀬雛、清水エリ
- 悪酔い美人姉さんたちが朝まで無礼講ち○ぽ遊び (6月1日、アロマ企画)共演:黒澤エレナ、星優乃 ※AV OPEN 2007 チャレンジステージエントリー作品
- 巨乳いじめ (6月13日、カルマ)
- ガチハメ! (7月7日、桃太郎映像出版)
- 早坂めぐの巨尻淫座ワールド (7月7日、AVS)
- 夏だ!レゲエだダンサー100人!!地響きが起こる腰づかいでフリまくり痴女りまくりチンポヌキ祭り!!デジタルモザイク (7月7日、ディープス)共演:YOKO、AYA、瞳れん、長瀬あずさ、若槻めい、吉川ゆい 他
- エロス地獄 底なし家族の美味しい関係 3 (7月13日、東京音光)共演:風間恭子
- ヌーディストGALビーチ 2 (7月15日、トップワン)共演:青木里菜、花山あおい、早乙女みなき、星優乃、島田香菜、しいないおり、能田曜子、伊東玲美、大沢佑香、小柳さつき、矢沢未来、北沢亜美、福沢あや、二階堂ローザ
- 実践!潮吹きポルチオ性感講座 (7月15日 アレックス)他出演:青木里菜、花山あおい、早乙女みなき、島田香菜、しいないおり、能田曜子、伊東玲美、大沢佑香、小柳さつき、北沢亜美、二階堂ローザ
- 集団痴女お姉ギャル 2 しかも今回は巨乳スペシャル 完全版 (7月27日、おかず。(ケイ・エム・プロデュース))共演:@YOU、百瀬まひる、高木聖良、北原麗子
- S痴女!野外SEXを楽しむカップルをマシンバイブレイプ (8月4日、サディスティックヴィレッジ)共演:島田香奈、石原あすか
- 愛しのフェラチーオ7 7人のザーメン中毒 (8月11日、隼エージェンシー)他出演:加瀬あゆむ、野々宮りん、水沢ありす、朝霧かすみ、SARINA、天乃みお
- こだわりの手コキ 4時間SP 5 30人のハンドメイド (8月11日、隼エージェンシー)他多数出演
- やりすぎBBQ大会 (8月15日、トップワン)共演:青木里菜、花山あおい、星優乃、島田香菜、早乙女みなき、しいないおり、能田曜子、伊東玲美、大沢佑香、小柳さつき、矢沢未来、北沢亜美、福沢あや、二階堂ローザ
- Hカップで呼吸をとめられてみませんか? (8月17日、 (8月17日、レアル・ワークス)共演:
- G-cup巨乳お姉さんに痴女られたい! (8月24日、おかず。(ケイ・エム・プロデュース))共演:はるか悠、佐伯奈々、辻さき
- G-cup以上限定 巨乳モミまくり 撮りおろし4時間 (8月24日、おかず。(ケイ・エム・プロデュース))共演:はるか悠、佐伯奈々、辻さき 他出演:松坂樹梨、青山遥、真咲奈々、雪野ひかる、松島やや
- あ〜妹よ 7才から自慰癖の好き者 15才で嫁いだ巨乳の早熟 義理の親父とできて妊娠… (8月25日、FAプロ)他出演:真鍋美奈、竹内美希、浅宮ゆかり
- オナニスト 第十八章 (9月8日 隼エージェンシー)他多数出演
- アレを我慢できない 熟女・淑女・中年女 (9月10日、FAプロ)他出演:浅宮ゆかり、大越はるか、北島エリカ、白瀬あいみ
- 巨乳ギャルM女教師 2 (9月21日、TMA)他出演:妃乃ひかり、田中杏里、長谷川なぁみ
- 義母を力ずくで犯す息子たち 義父に力ずくで犯される娘たち (10月10日、FAプロ)他出演:中山水穂、黒木小夜子、日高ゆりあ
- 巨乳中出しクリニック (11月1日、V (ヴィ))共演:Rico、葉月奈穂、さとう和香、瀬咲るな
- フェチに狂う おっぱい けつ ツバ (11月10日、FAプロ)他出演:山口玲子、近藤優希、優美あい
- 巨乳痴女ピストン騎上位 (11月16日、GLAY'z)他出演:妃乃ひかり、春名えみ、長谷川なあみ、高瀬七海、田中杏里
- 略奪の戦地 輪姦・レイプ・拉致 (12月10日、FAプロ)他出演:椎名りく、愛乃彩音、友田真希、横山翔子、三咲エリナ
- 悪酔い美人姉さんたちが朝まで無礼講ち○ぽ遊び (12月13日、アロマ企画)共演:星優乃、黒澤エレナ
- 彼女のカノジョと *26 (12月14日、ゴーゴーズ)共演:星優乃
- 怒り手コキ2 (12月25日、しのだプロジェクト)他出演:堀口奈津美、星優乃、緒川さら、中谷瑠華、上原優、下北やよい、森雫

2008年
- 激安日焼けサロンを開業して巨乳ギャルとヤる (1月1日、カッコイイ!)共演:葉月奈穂、木の葉るる、杉田わか
- 生・中出しが大好きな女子校生たち 総勢13人をガチハメる! (2月7日、桃太郎映像出版)他出演:浜崎りお、佐伯奈々、名波ゆら、蛯原みなみ、長谷川なあみ、七瀬たまき、茅ヶ崎ありす、冬月ななみ、はるか悠、高田ありさ、横峰あい、河本愛
- Smoking Girls （2月8日、TMA）…オムニバス作品 他多数出演
- 非日常的悶絶遊戯 家庭教師のお嬢さん、めぐの場合 (3月1日、AVS)
- 爆乳女教師vs中○生 アクメバトルロワイヤル (3月1日、V(ヴィ))共演:葉月奈穂、Rico、さとう和香、瀬咲るな 他
- 押忍!巨乳柔道部 (3月20日、LADY×LADY)共演:桃井アンナ、一ノ瀬あきら、蜜井とわ、西条れいみ
- 精子が8億匹作られるビデオ (4月1日 MOODYZ)共演:紅音ほたる、星優乃
- MOODYZファン感謝祭 バコバコバスツアー 2008 超!極乳天国へようこそ!! （4月13日 MOODYZ）他多数共演
- 特選!!S級素人ギャルコレクション4時間 5 (4月18日、メディアステーション)…オムニバス作品 他出演:南沙也香、鈴木千里、笠原みき、あすかりの、佐田ケイト、姫野りむ、安藤ゆき、宮崎みりあ、広瀬ゆな
- 生中出し巨乳ギャル 3（4月25日、メディアステーション）…オムニバス作品 他出演:紅りんご、安藤ゆき、弓川彩乃、芹沢優華
- MOODYZファン感謝祭 裏バコバコバスツアー2008 本編未収録映像240分!! （6月13日 MOODYZ）他多数共演
- 集団痴女騎乗位大回転 4時間 (6月20日、レアル・ワークス)他多数出演
- 巨乳・爆乳 乳舐め吸い VOL.1 (7月4日、映天)他出演:蜜井とわ、浜崎りお、友野みゆき、辻さき、安奈久美、月門ゆか、黒田さな、桜沢いすず、白瀬まなみ、白百合
- 巨乳中出し4時間! 2 (7月19日 BRAVO)他出演:福沢あや、春名えみ、長谷川なぁみ、榊彩弥、高瀬七海、有永すずか、松坂るい、田中杏里、小春
- 昭和セックスエレジー 父も母も妹も姉もみんな禁親相姦 (7月25日、FAプロ)…オムニバス作品 他出演:望月加奈、永瀬あき、園原みか、浅井舞香、浅宮ゆかり
- 僕のボイン家庭教師 巨乳着衣シリーズ (12月4日、グローリークエスト)
- ヘンリー塚本の 色っぽい女たちの おっぱいフェチ (12月25日、FAプロ)…オムニバス作品 他出演:根本あき子、北原夏美、秋川りお、白雪蓮